# Partungko Naginjang
Partungko Naginjang is een bestuurslaag in het regentschap Samosir van de provincie Noord-Sumatra, Indonesië. Partungko Naginjang telt 2930 inwoners (volkstelling 2010).